# Vilhelm Lange
Kristian Vilhelm Lange (Ringkøbing, Ringkøbing-Skjern, Midtjylland, 20 de desembre de 1893 – Frederiksberg, Hovedstaden, 17 de novembre de 1950) va ser un gimnasta artístic danès que va competir a començaments del segle xx.
El 1920 va prendre part en els Jocs Olímpics d'Anvers, on va guanyar la medalla d'or en el concurs per equips, sistema lliure del programa de gimnàstica.